# 程国平
程国平（1952年5月—），河北省人。中华人民共和国外交官。

## 生平
北京大学法律系毕业，获法学硕士学位。1975年至1980年，任北京市东城区少年宫教师。1980年至1984年，在北京任法律出版社编译室科员。1984年至1986年，在北京大学法律系国际法专业攻读研究生，获法学硕士学位。1986年至1993年，历任中华人民共和国外交部苏欧司三秘、二秘、副处长、处长。1993年至1996年，任中国驻俄罗斯联邦大使馆一秘。1996年至1997年，任外交部欧亚司一秘。1997年至2001年，任中国驻格鲁吉亚大使馆参赞。2001年至2003年，任中国驻哈巴罗夫斯克总领事。2003年至2007年，任中国驻俄罗斯联邦大使馆公使。2007年至2008年，外交部欧亚司司长。2008年9月至2010年，任中国驻哈萨克斯坦共和国特命全权大使。2010年2月至2011年9月，任外交部部长助理。2011年9月起，任外交部副部长。2015年11月，卸任外交部副部长。
2016年1月，出任国家反恐安全专员。2016年5月，当选为中国国际友好联络会第五届副会长。2019年，任外交部涉外安全事务专员。